# Defractosiphon brevisiphon
Defractosiphon brevisiphon är en insektsart. Defractosiphon brevisiphon ingår i släktet Defractosiphon och familjen långrörsbladlöss. Inga underarter finns listade i Catalogue of Life.